# Медвей (округ)

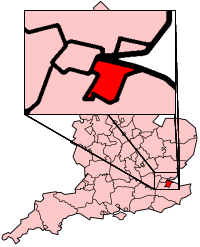
Унітарна одиниця на мапі Англії

Ме́двей (англ. Medway) — унітарна одиниця Англії на півночі церемоніального графства Кент. Головне місто унітарної одиниці — Четем (населення — 70 тис.чол.). Найбільше місто — Джиллінгем (99 тис. чол.).

## Історія
Утворена 1 квітня 1998 року шляхом перетворення в унітарну одиницю районів Джиллінгем і Рочестер-апон-Медвей неметропольного графства Кент.

## Географія
Займає площу 192 км², омивається на північному сході естуарієм річки Темза, межує на сході, півдні та заході з неметропольним графстом Кент, на півночі і північному сході по річці Темзі з церемоніальним графством Ессекс.

## Спорт
У місті Джиллінгем, базується професіональний футбольний клуб «Джиллінгем», який в сезоні 2012-13 виступав у Другій футбольній лізі. Команда приймала суперників на стадіоні «Прістфілд Стедіум» (11 582 глядачів).